# Chakassi
Gli Chakassi (si scrive anche Khakassi, Hakassi) sono un gruppo etnico della Russia appartenente alla famiglia linguistica turca. Vivono nella repubblica autonoma della Chakassia.

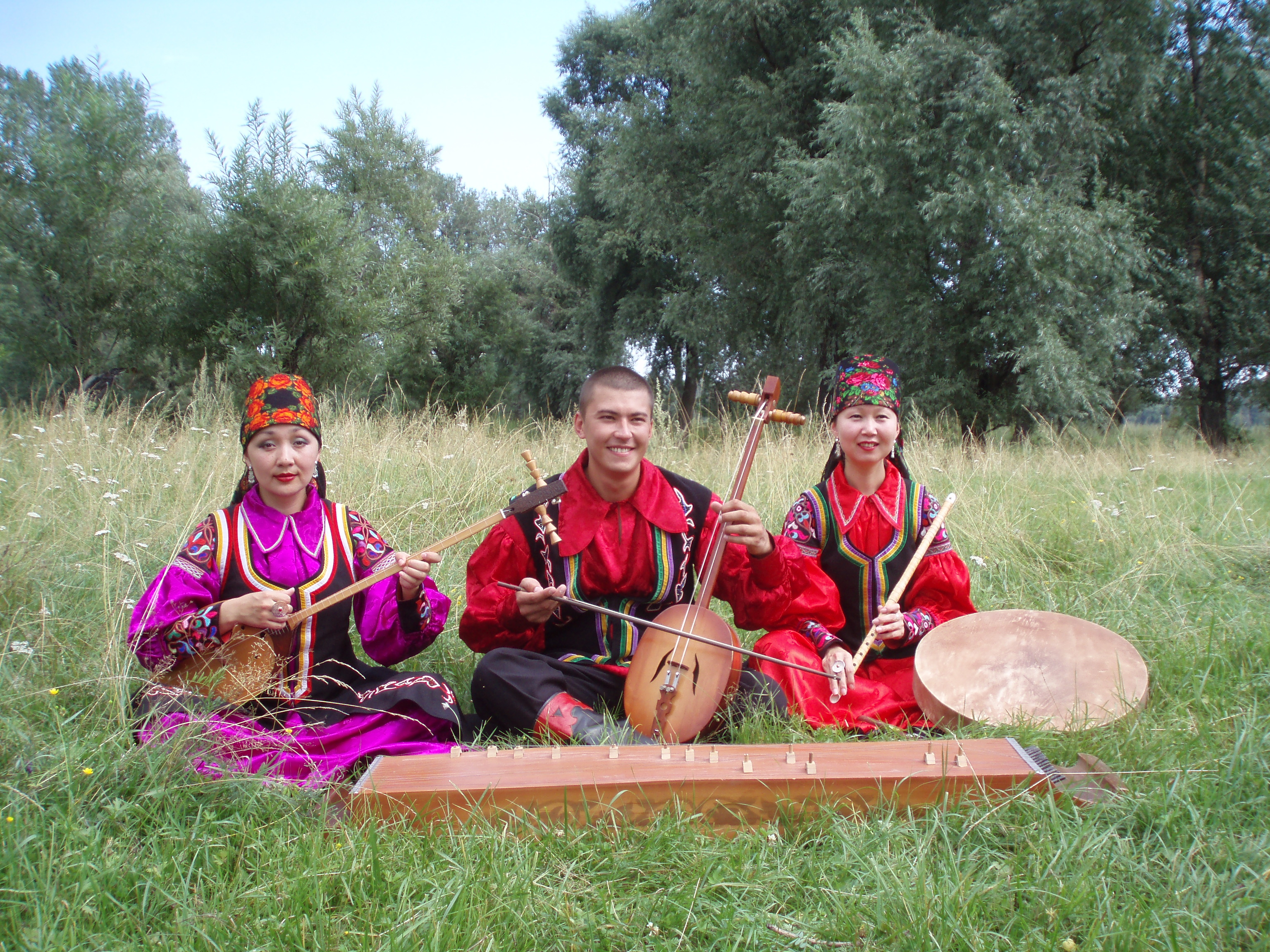